# Santiago Mosquera
Hárold Santiago Mosquera Caicedo (Buenaventura, 7 febbraio 1995) è un calciatore colombiano, attaccante del Santa Fe.

## Caratteristiche tecniche
È un'ala sinistra.

## Carriera
Cresciuto nelle giovanili del Millonarios, ha esordito il 20 marzo 2016 in occasione del match perso 2-0 contro il Santa Fe.

## Statistiche

### Presenze e reti nei club
Statistiche aggiornate al 29 aprile 2018.
| Stagione           | Squadra            | Campionato         | Campionato | Campionato | Coppe nazionali | Coppe nazionali | Coppe nazionali | Coppe continentali | Coppe continentali | Coppe continentali | Altre coppe | Altre coppe | Altre coppe | Totale | Totale | Totale |
| Stagione           | Squadra            | Comp               | Pres       | Reti       | Comp            | Pres            | Reti            | Comp               | Pres               | Reti               | Comp        | Pres        | Reti        | Pres   | Reti   |        |
| ------------------ | ------------------ | ------------------ | ---------- | ---------- | --------------- | --------------- | --------------- | ------------------ | ------------------ | ------------------ | ----------- | ----------- | ----------- | ------ | ------ | ------ |
| 2016               | Millonarios        | A                  | 8          | 0          | CC              | 4               | 0               |                    | -                  | -                  |             | -           | -           | 12     | 0      |        |
| 2017               | Millonarios        | A                  | 46         | 8          | CC              | 4               | 1               | CL                 | 1                  | 0                  |             | -           | -           | 51     | 9      |        |
| 2018               | Millonarios        | A                  | 0          | 0          | CC              | 1               | 0               |                    | -                  | -                  |             | -           | -           | 1      | 0      |        |
| Totale Millonarios | Totale Millonarios | Totale Millonarios | 54         | 8          |                 | 9               | 1               |                    | 1                  | 0                  |             | -           | -           | 64     | 9      |        |
| 2018               | FC Dallas          | MLS                | 24         | 5          | USCup           | 0               | 0               | CCC                | 2                  | 0                  |             | -           | -           | 26     | 5      |        |
| Totale carriera    | Totale carriera    | Totale carriera    | 78         | 13         |                 | 9               | 1               |                    | 3                  | 0                  |             | -           | -           | 90     | 14     |        |

## Palmarès

### Club

#### Competizioni nazionali
- Campionato colombiano: 1

Millonarios: 2017-II